# 伴資定
伴 資定（ばん すけさだ）は、戦国時代の近江国甲賀郡の武士。

## 略歴
子孫の由緒書によれば伴氏は元々三河国の住人だったが、鎌倉時代になって近江国甲賀郡に転居した一族がおり、資定はその末裔だという。資定もまた甲賀郡下山に住んだ。
永禄5年（1562年）西三河の戦国大名・松平元康が上ノ郷城の戦いで上ノ郷城を攻めた際、元康家臣の酒井正親と松井忠次は伴資家・盛陰・資定ら伴氏党類80余人を助勢として招き入れた。城攻めは伴氏一党による火計が功を奏し、落城に大きく貢献したという。資定は城を落ち延びようとしていた城主の鵜殿長照を城北方の護摩堂で討ち取った。当初資定は長照と知らずにこれを討ったが、首実検で長照が焚いていたらしき伽羅の香りが確かめられたという。この功により資定は松平元康より兜・長刀と感状を賜っている。また長照の子の氏長を捕らえたともいい、この氏長・氏次兄弟は、今川氏によって抑留されていた元康の嫡男・信康との人質交換に用いられたが、伴一族は石川数正に従って鵜殿兄弟護送のために駿府へ赴いている。その後、元康より仕官の誘いがあったが固辞して帰郷した。
資定は慶長19年（1614年）に83歳で病没した。嫡男の資順は長束正家に仕えた後に森氏に仕えたが、孫の資祥の代に小浜藩士に転じている。なお資祥は高木重貞の外甥にあたったため、高木氏に改姓している。

## 登場作品
- どうする家康（2023年、NHK大河ドラマ） - 演：新田健太[11]